# Liparis makinoana
Liparis makinoana är en orkidéart som beskrevs av Rudolf Schlechter. Liparis makinoana ingår i släktet gulyxnen, och familjen orkidéer. Inga underarter finns listade i Catalogue of Life.